# Język pazeh
Język pazeh (chiń. trad. 巴宰語) – wymarły język z rodziny austronezyjskiej (języki tajwańskie), używany przez tajwańskich aborygenów Pazeh. Ostatnia osoba posługująca się językiem pazeh zmarła w 2010 roku.